# Mirjam de Koning-Peper
Mirjam Peper, coniugata de Koning (Amsterdam, 19 luglio 1969), è un'ex nuotatrice paralimpica olandese.

## Biografia
De Koning nacque con il danneggiamento del tessuto connettivo. Dopo la nascita della figlia Sarina nel 1993, subì sette interventi chirurgici al legamento crociato anteriore. Nel 1999 soffrì di un'ernia e durante un intervento chirurgico alla schiena le venne danneggiato un nervo, lasciandole una forma di paraplegia. Il nuoto e la pallacanestro in carrozzina erano i suoi sport, ma poiché la pallacanestro le causava molti infortuni decise di concentrarsi principalmente sul nuoto. Iniziò ad allenarsi cinque volte a settimana con la squadra di nuoto locale chiamata Oceanus ad Aalsmeer. Non molto tempo dopo divenne una delle nuotatrici più veloci del suo club riuscendo a tenere il passo con i nuotatori senza disabilità. In quegli anni riuscì a battere sette record nazionali olandesi sia in piscine da 25 che da 50 metri.

## Carriera
Nel 2005 chiese di prendere parte ai campionati nazionali olandesi, ma per partecipare doveva essere membro dell'associazione nazionale di nuoto. Pochi giorni prima dell'inizio divenne membro e vinse quattro medaglie d'oro, battendo tutti e quattro i record nazionali olandesi e un record europeo. I record nazionali battuti furono quelli nei 50 metri stile libero, 50 metri farfalla e nei 100 metri stile libero. Il record europeo e quindi il quarto record olandese lo ottenne nuotando nei 50 m dorso. De Koning batté il suo primo record mondiale ai campionati di nuoto danesi di Esbjerg nel marzo 2006 dove vinse sette medaglie di cui quattro ori, un argento e due bronzi e dove stabilì il nuovo record mondiale nei 50 metri dorso con un tempo di 45,46 secondi. Inoltre riuscì a battere anche altri quattro record nazionali olandesi. Si qualificò quindi per i Campionati mondiali del 2006 a Durban, in Sudafrica, e vinse due medaglie di bronzo, una nei 100 metri stile libero con un tempo di 1:22.50 e l'altra nei 100 metri dorso con un tempo di 1:35.26. Pochi giorni dopo diventò campionessa del mondo nei 50 metri stile libero dopo aver vinto la sua gara in 37.67 secondi. Nei 400 metri stile libero riuscì ad arrivare al quarto posto.
Rappresentò i Paesi Bassi alle Paralimpiadi estive del 2008 a Pechino in quattro eventi. Nel primo evento, i 100 m stile libero, vinse la sua prima batteria con un tempo di 1:18.56, che fu di gran lunga il miglior tempo di tutte le finaliste, con Ellie Simmonds al secondo posto con 1:21.86. In finale Simmonds riuscì a migliorare il suo tempo a 1:18.75 mentre De Koning riuscì a prendere l'argento, finendo comunque davanti alla detentrice del record mondiale e paralimpico Doramitzi Gonzalez. Nei 50 metri stile libero riuscì a battere Simmonds, ma non riuscì a batterla nei 400 metri stile libero. Vinse anche una medaglia d'oro nei 100 metri dorso.

## Palmarès

### Giochi paralimpici
| Anno | Manifestazione                 | Sede    | Evento                    | Risultato | Note |
| ---- | ------------------------------ | ------- | ------------------------- | --------- | ---- |
| 2008 | XIII Giochi paralimpici estivi | Pechino | 100 metri dorso S6        | Oro       |      |
| 2008 | XIII Giochi paralimpici estivi | Pechino | 50 metri stile libero S6  | Oro       |      |
| 2008 | XIII Giochi paralimpici estivi | Pechino | 100 metri stile libero S6 | Argento   |      |
| 2008 | XIII Giochi paralimpici estivi | Pechino | 400 metri stile libero S6 | Argento   |      |
| 2012 | XIV Giochi paralimpici estivi  | Londra  | 100 metri dorso S6        | Bronzo    |      |

### Mondiali
| Anno | Manifestazione               | Sede      | Evento                           | Risultato | Note |
| ---- | ---------------------------- | --------- | -------------------------------- | --------- | ---- |
| 2006 | Campionati mondiali di nuoto | Durban    | 50 metri stile libero classe S6  | Oro       |      |
| 2006 | Campionati mondiali di nuoto | Durban    | 100 metri stile libero classe S6 | Bronzo    |      |
| 2006 | Campionati mondiali di nuoto | Durban    | 100 metri dorso classe S6        | Bronzo    |      |
| 2010 | Campionati mondiali di nuoto | Eindhoven | 50 metri stile libero classe S6  | Argento   |      |
| 2010 | Campionati mondiali di nuoto | Eindhoven | 100 metri stile libero classe S6 | Argento   |      |